# 悲しみ河岸
「悲しみ河岸」（かなしみがし）は、1973年10月にリリースされた三橋美智也のシングル。

## 解説
歌謡生活20周年を記念して出され、前年まで六文銭のリーダーで「フォークのカリスマ」と呼ばれていた小室等が作曲した。

## 収録曲
両曲共 作詞:杉紀彦／作曲:小室等
1. 悲しみ河岸
  - 編曲:小川寛興
2. 恋放浪
  - 編曲:高田弘

| スタブアイコン | サブスタブ | この項目は、まだ閲覧者の調べものの参照としては役立たない、シングルに関連した書きかけの項目です。この項目を加筆・訂正などしてくださる協力者を求めています（P:音楽/PJ:楽曲）。 |